# Propiedad privada en Venezuela durante la Revolución bolivariana
La propiedad privada en Venezuela fue objeto de polémica durante el gobierno de Hugo Chávez (1999-2013) tanto por personas adeptas al gobierno como de la oposición. Aunque la propiedad privada está protegida en Venezuela por la ley, las medidas tomadas por Hugo Chávez en materia de expropiación con indemnización y/o regularización de la propiedad privada fueron muy cuestionadas.La historia de las expropiaciones se ha convertido en un tema central del legado de la Revolución bolivariana. A partir del comienzo del siglo XXI, tanto Hugo Chávez como su sucesor, Nicolás Maduro, emprendieron una serie de expropiaciones y nacionalizaciones que afectaron a miles de empresas y propiedades.
Las actuaciones en materia de expropiaciones que se han realizado con la "justa indemnización" así como la creación de nuevos esquemas de propiedad, como la propiedad colectiva, entran en contradicción con el régimen de propiedad que establece la Constitución de la República vigente desde el año 1999 y por ello la Asamblea Nacional. La Constitución venezolana ha sido calificada de no ser anticapitalista o anticomunista, y protege tanto el modo de producción capitalista así como otros esquemas de propiedad como la economía.
En 21 años de revolución, más de 5000 empresas fueron expropiadas, nacionalizadas o intervenidas por el gobierno. De estas, solo sobreviven 3000, y la mayoría lucha por mantenerse a flote. Las expropiaciones, junto con otras políticas económicas, se señalan como una de las principales causas del declive económico de Venezuela.

## Sobre la propiedad privada en Venezuela

### Puntos de vista dentro del oficialismo

#### Aceptación de la propiedad privada
En 1998 Hugo Chávez fue electo para la presidencia de su país e impulsó lo que llamaría «Revolución bolivariana», la cual inicialmente tomaría la tercera vía y declara no estar en contra de la propiedad privada. Luego, el proyecto político de Chávez tornaría hacia el socialismo del siglo XXI, y afirmaría que no comparte «la idea marxista-leninista de que no debe haber propiedad privada» en su programa Aló Presidente del 26 de agosto de 2007, cercano al referéndum constitucional de ese año promovido por él mismo el cual fue rechazado democráticamente.
Esta propuesta ampliaba el artículo 115 de la Constitución venezolana, asegurando diferentes formas de propiedad —entre ellas la privada— y manteniendo la «justa indemnización» de esta si se expropiaba. La propuesta para la modificación en este artículo añadiría la propiedad pública, la propiedad social (directa e indirecta), la propiedad comunal, la propiedad ciudadana, propiedad colectiva y la propiedad mixta.
El 6 de octubre de 2012, Chávez garantizó que no se tiene previsto eliminar la propiedad privada y manifestó estar en contra de empresarios que «abandonaron las fábricas, no cumplieron con las leyes, especulan, no pagan impuestos o mantienen tierras improductivas», y que tendría el apoyo la «empresa que esté produciendo». En el programa de Gobierno de Hugo Chávez para el período 2013-2019 denominado Plan de la Patria se plantea «desarrollar un sistema de estímulos para el fomento de las pequeñas y medianas empresas privadas, empresas conjuntas en un marco de máxima corresponsabilidad social del aparato productivo, reconociendo el trabajo de los hombres y mujeres emprendedores», buscando «fortalecer la planificación centralizada».
Jorge Arreaza, yerno de Chávez y en ese entonces vicepresidente de Venezuela, aseveró en julio de 2010 que «el hecho de que el PSUV se enuncie como marxista no es meramente enunciativo» y que la militancia debe estudiar el marxismo y que permite conocer «el tema de la propiedad de los medios de producción estratégicos, la necesidad de la propiedad social indirecta y directa». Y acerca del sector privado Arreaza manifestó que «en nuestro socialismo tiene un espacio la propiedad privada, si no es monopólica y si tiene función social, es decir, sí cumple con las constitución y las leyes». En septiembre de 2013, Arreaza manifestó que «creemos en la coexistencia de los distintos tipos de propiedad pero para nosotros la propiedad social, directa e indirecta, es lo más sagrado que existe porque es la base de la construcción de la nueva sociedad» y también que la propiedad privada es bienvenida si está «dispuesta a producir y a ser sometidos al gobierno económico». En febrero de 2014, Jorge Arreaza en medio de reuniones con empresarios venezolanos afirmó que «nuestro socialismo reconoce al sector privado, estatal y socio-comunal, a diferencia de proyectos anteriores. Estamos seguros que podemos convivir y coexistir para generar producción y trabajo liberador en nuestro país».

#### Visión sobre expropiación, estatización y socialización
En el Aló Presidente número 360 de junio de 2010, Chávez estuvo de acuerdo con la propuesta de un trabajador de Lácteos Los Andes sobre expropiaciones «sin indemnización para los que conspiran contra el proceso revolucionario», pero volvió a negar querer una estatización total de la economía. En octubre de 2010, Chávez afirmó que «el socialismo no niega la propiedad privada» y puntualizó que «no toda propiedad privada es condenable; la propiedad privada es perversa cuando degenera en la acumulación egoísta».
Aún cuando en 1998 el Presidente Hugo Chávez declaraba no estar en contra de la propiedad privada, su Gobierno fue criticado por sectores opositores por ser el que menos ha fortalecido la propiedad privada de los venezolanos en la historia reciente. En palabra de sus propios ministros y de algunos diputados oficialistas de la Asamblea Nacional, la propiedad privada es punta de lanza en el llamado socialismo del siglo XXI pero esta forma de propiedad debe ser ampliada para fortalecer la llamada propiedad social.[cita requerida] A través de la nacionalización de sectores que el Estado considera estratégicos, expropiación de empresas que por lo general violan las leyes o atropellan a sus trabajadores, confiscación de tierras agrícolas, creación de empresas del Estado y el fortalecimiento progresivo del sector privado a través de las nuevas regulaciones, el Gobierno ha logrado un mejor manejo de la economía.
Algunos políticos del chavismo como el exdiputado Ulises Daal, quien fue coordinador del grupo de parlamentarios que redactó el anteproyecto de Ley de Propiedad Social y quien opina que «la idea es que todos los medios de producción sean socializados», pero que «la propiedad privada seguirá estando en la realidad por un largo trecho en la etapa de transición». Por su parte, el también político oficialista Aristóbulo Isturiz, 15 de diciembre de 2009 afirmó que ”se debe eliminar la propiedad privada en esta nueva etapa de la Revolución”.[cita requerida]
El Partido Comunista de Venezuela, aliado del partido de Gobierno PSUV, sugirió a través de su secretario general Óscar Figuera en octubre de 2013 la «centralización del comercio exterior». Pero es de constatar, más allá de estas afirmaciones, que la propiedad privada se mantiene en Venezuela, y cuando se ha recurrido a expropiar alguna empresa para cumpir una función social se ha realizado, de acuerdo a lo sostenido por el gobierno, con la "justa indemnización".

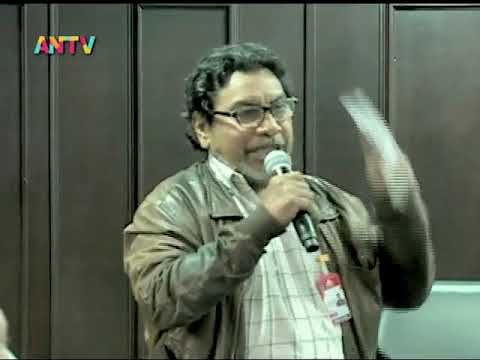
Secretario General del Partido Comunista de Venezuela Óscar Figuera.

Para el economista oficialista Víctor Álvarez en su artículo Estatizar no siempre significa socializar critica al socialismo del siglo XX por estatizar prácticamente todos los medios de producción, lo cual, según Álvarez, trajo como consecuencia: 
«implantación de un capitalismo de Estado que ahogó el espíritu emprendedor, (...) generando una permanente escasez, racionamiento y especulación»; «entronización de poderosas élites de la burocracia (...) que derivaron en una burguesía funcional»
E «ineficaz burocratismo». Igualmente criticó un «doble discurso» del sector privado venezolano, donde consideró que la indemnización favoreció a empresarios cuyas plantas obsoletas tenían varios años cerradas como Invepal, Inveval, Invetex y Cerámicas Sanitarios Maracay. Álvarez también dijo que el socialismo del siglo XXI no se trata de «destruir el capitalismo privado para sustituirlo por el capitalismo de Estado», sino generar una economía en la cual «los trabajadores, los consumidores y la comunidad dirijan los procesos de producción, distribución, intercambio y consumo». Álvarez también opinó que en vez de gastar millones para transformar la propiedad privada en estatal, se podría invertir en la «creación de nuevas y mejores empresas de la economía social» ya que «nos quedamos con el mismo número de establecimientos» y «eso no es crecimiento ni mucho menos desarrollo».

### Puntos de vista dentro de la oposición

#### Enfoque liberal
Para Trino Márquez, sociólogo y director académico de CEDICE —think tank venezolano pro-libre mercado capitalista—,  en su artículo de opinión Venezuela: ¿existe la propiedad privada?, en Venezuela ocurre algo muy distinto con respecto a lo que dice la Constitución en lo referente a la propiedad privada. Márquez asegura que la propiedad privada tiene un «acoso permanente» por parte del Gobierno que ha «reducido gravemente su eficiencia y su importancia» a través de «numerosas y graves restricciones», lo que ha impedido, según él, la disposición de los bienes, como indica el artículo 115 de la Constitución venezolana. Márquez también manifiesta que el control de cambio establecido a través de CADIVI obliga a las empresas a «una relación de sometimiento y dependencia absoluta del Ejecutivo».
En la obra del abogado venezolano Luis Alfonso Herrera Orellana Legislación Venezolana y Propiedad Privada Análisis Costo-Beneficio, la Ley Orgánica del Sistema Económico Comunal propone «instaurar una economía de planificación centralizada», la Ley de Costos y Precios Justos «liquidó el sistema de precios y, con éste, la libertad económica, los derechos de propiedad, los derechos laborales y la libertad de los consumidores y usuarios a elegir bienes y servicios según sus preferencias», la Ley Orgánica de Emergencia para Terrenos y Vivienda «permite la expoliación e invasión consentida por el Gobierno Nacional de inmuebles de propiedad privada con la excusa de refugiar y ejecutar soluciones habitacionales a favor de quienes han sido afectados por las lluvias en los últimos años en Venezuela».
José Miguel Pérez Gechele en su artículo Venezuela: la constitución nacional de 1999 es una mierda recordó un texto pasado suyo donde invita a desconocer la constitución y afirmó que el «venezolano es un zombi, sin identidad y sin derecho de propiedad». Criticó desde unos artículos de la Constitución venezolana del Capítulo VII de «“derechos” económicos» ya que considera «más importante y oportuna dada nuestra crisis económica actual». Para Pérez Gechele el derecho de propiedad es «poder hacer con mi vida y el fruto de mi trabajo lo que yo quiera, así de simple» y continúa diciendo que «no es algo que se reduzca a simplemente poder tener mi carro, mi casa o mi negocio. El derecho de propiedad empieza por el derecho a la vida, a tu propia vida». Él dice que aunque el artículo 115 afirme que está garantizado el derecho de propiedad, cuando la propiedad está sujeta a expropiación por ser «bien de utilidad pública» ya no es verdaderamente propiedad y no está garantizada realmente. Sobre el artículo 212 afirma que «si me están diciendo que soy libre para dedicarme a lo que yo quiera y luego me dicen que estaré limitado por funcionarios públicos, ¿qué clase de libertad es esa? Sí, la respuesta es: ninguna libertad». Continúa con el artículo 113 que «dice que “no se permitirán los monopolios” que por cierto, pueden ser impuestos solo en complot con la ley. Para demostrar que esto es cierto, el mismo artículo cierra afirmando que “cuando se trate de explotación de recursos naturales, el Estado podrá otorgar concesiones por tiempo determinado” con lo cual se afirma que los monopolios en Venezuela solo pueden ser aquellos que el Estado otorgue arbitrariamente por medio de una concesión». Finalmente critica que al «restringir tu producción» por el control de precios, por la «asignación específica de productos qué producir o simplemente hacerse con tu mercancía» hace que no seas «dueño de tu negocio».

#### Punto de visto de candidatos y precandidatos presidenciales de la oposición
Para el excandidato presidencial de la coalición opositora Mesa de la Unidad Democrática y gobernador de Miranda, Henrique Capriles, «la propiedad privada no es un capricho, es ley», por otra parte, su programa de gobierno para la presidencia incluiría «un Estado promotor y respetuoso de la propiedad privada». En las elecciones primarias de la Mesa de la Unidad de 2012 la precandidata a la presidencia María Corina Machado propuso un capitalismo popular y afirmó que cuando se le quita la propiedad a una persona esa acción es robar.

#### Otras perspectivas
Para la historiadora Margarita López Maya, la reforma constitucional pretendía debilitar la propiedad privada porque se «había propuesto cambiar el verbo “garantizar” por “reconocer”». Gremios industriales, organizaciones no gubernamentales, académicos y representantes de los sectores afectados han denunciado que las medidas regulatorias tomadas por el Gobierno venezolano durante la Revolución bolivariana no sólo atentan contra la propiedad privada sino que además no han generado los resultados ofrecidos. Estos afirman que el desabastecimiento nacional de materia prima y productos terminados – y el derrumbe de la economía venezolana en un 4,5% en el tercer trimestre del 2009 – [cita requerida] se deben en parte a las nacionalizaciones del Gobierno, que han debilitado la economía al alejar la inversión privada y restringir aún más la oferta de bienes y servicios.
En junio de 2009 dos organizaciones civiles, CEDICE y Asoesfuerzo, iniciaron una campaña en medios en defensa de la propiedad privada, denunciando que las nuevas leyes y las expropiaciones recientes constituían una prueba clara de que la propiedad en Venezuela estaba en riesgo. La campaña en medios fue prohibida días después porque las autoridades consideraron que la misma causaba zozobra en la población. Representantes de ambas organizaciones iniciaron un procedimiento en fiscalía por este motivo.
Otros sectores, por el contrario consideraron que en Venezuela se defendía la propiedad privada, y que el gobierno de Hugo Chávez más bien benefició a sectores empresariales con las "indemnizaciones", y que sus medidas económicas lo que habían hecho es buscar regularizar aquellos esquemas más salvajes del capitalismo, la explotación de los trabajadores, las ganancias sin control, la imposición de precios especulativos.  Sostuvieron que lo que se propuso fue regular parcialmente la propiedad privada, darle al propio "Estado burgués" mecanismos para incidir de alguna manera en su dinámica y promover un prometido “desarrollo nacional” con dosis de la llamada “justicia social”: por eso se limitó a controlar –y no del todo– aspectos secundarios del desenvolvimiento del capital, como los precios de algunos productos, el acceso a dólares, estatizar/comprar alguna que otra empresa, etc., mientras se mantenía en pie todo lo fundamental de la explotación capitalista, la propiedad burguesa y su sistema social. Ese esquema de tibia regulación estatal de la propiedad privada es lo que estuvo en crisis.

## Instrumentos legislativos

### Constitución venezolana

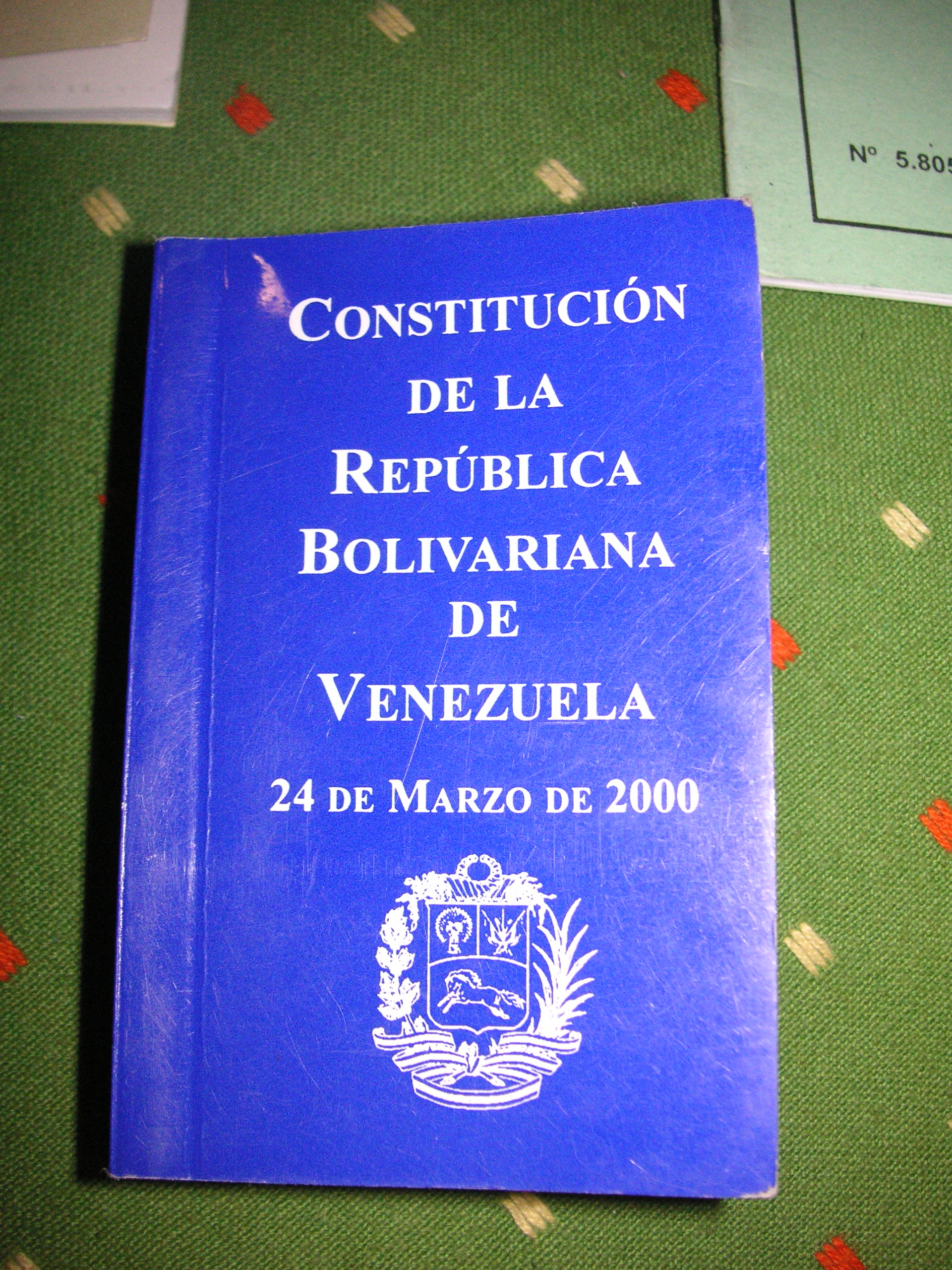
La Constitución venezolana protege el derecho de propiedad.

Venezuela es un país donde la propiedad privada está protegida constitucionalmente en diversos artículos al igual que otras formas de propiedad, esta carta magna fue impulsada por Hugo Chávez en 1999. Uno de los artículos de la Constitución de ese país que asegura el derecho de propiedad es el artículo 115, sin embargo, bajo el mismo artículo, también se establece que «estará sometida a las condiciones, restricciones y obligaciones que establezca la ley con fines de utilidad pública o de interés general» y sólo podrá ser expropiada bajo «justa indemnización» y «por causa de interés social». Igualmente, el artículo 112 de la Constitución venezolana establece que «todas las personas pueden dedicarse libremente a la actividad económica de su preferencia, sin más limitaciones que las previstas en esta Constitución y las que establezcan las leyes» y que el «Estado promoverá la iniciativa privada». Por su parte, el artículo 308 establece que un deber del Estado es proteger y promover la pequeña y mediana industria y microempresas como también a las empresas de trabajo asociado o comunitario bajo régimen de propiedad colectiva como las cooperativas, mutuales, cajas de ahorro, así como también la empresa familiar, entre otras. Estas empresas de trabajo asociado también están protegidas por los artículos 70, 118 y 184 de la Constitución. Además, la Constitución venezolana prohíbe privatizar los bienes y servicios públicos de salud y a Petróleos de Venezuela.

### Nuevos instrumentos

#### En el año 2007

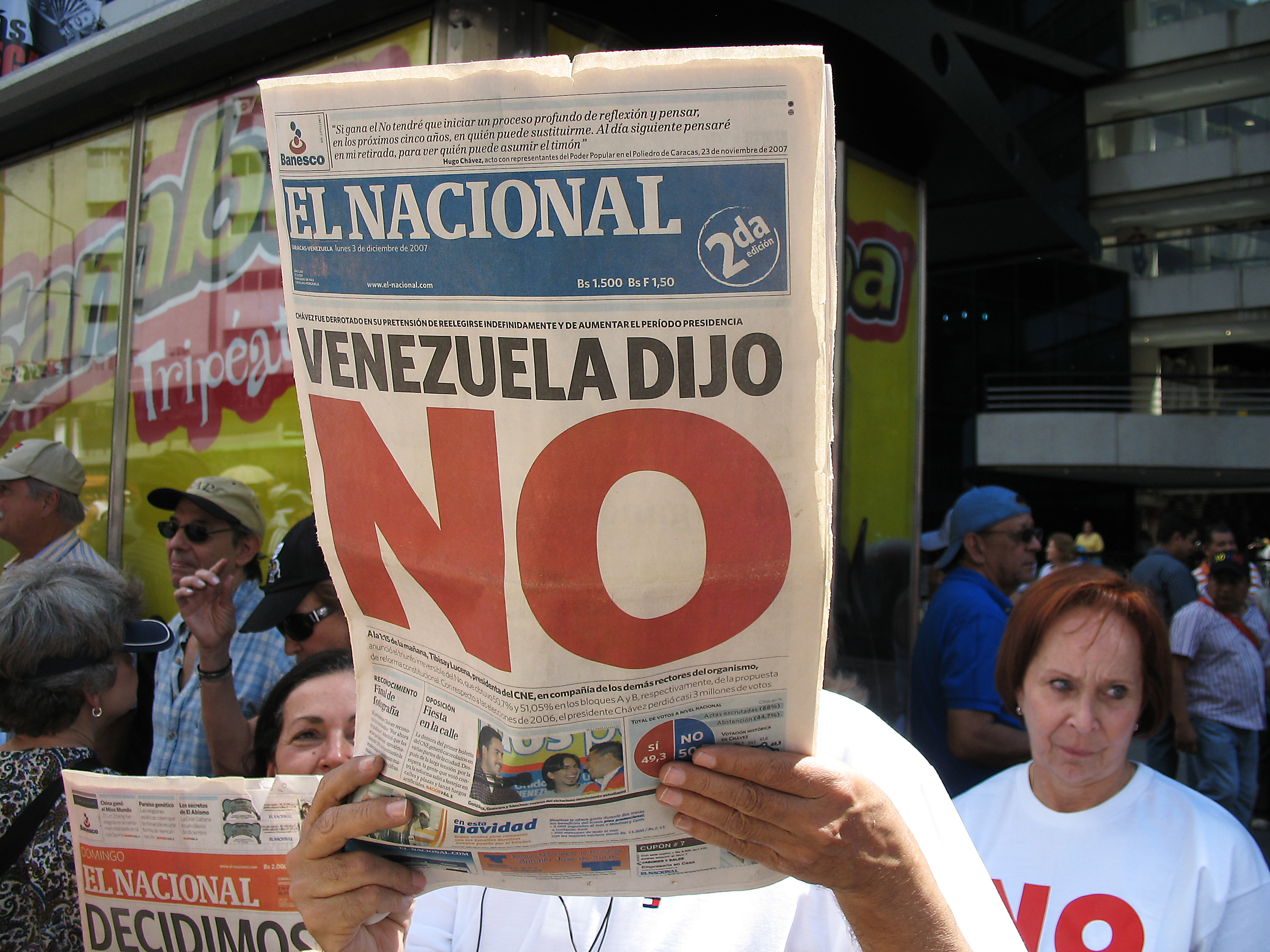
La propuesta de reforma constitucional fue rechazada democráticamente (El Nacional).

Reforma constitucional: la reforma persigue sustituir el modelo económico capitalista por uno socialista y para ello plantea modificar el artículo 115, que garantiza a los venezolanos el derecho a disfrutar, gozar y disponer de los bienes que adquieran con su trabajo. En su propuesta, Chávez elimina todo compromiso del Estado al derecho "a disfrutar, gozar y disponer" que impulsa la iniciativa privada y, por el contrario, se impulsa otras formas de propiedad colectiva o social.  Creando a través de la reforma nuevos conceptos de propiedad como propiedad pública, la propiedad social (directa e indirecta), la propiedad comunal, la propiedad ciudadana, propiedad colectiva y la propiedad mixta. Dicha reforma fue rechazada democráticamente el 2 de diciembre de ese año.

#### En el año 2008
Por la vía habilitante el Ejecutivo aprueba 26 decretos ley, entre los cuales se encuentran la Ley Orgánica de Seguridad y Soberanía Alimentaria, y la Ley para la Defensa de Personas en el Acceso a Bienes y Servicios. Ambas declaran de utilidad pública toda la actividad de producción y comercialización de alimentos, en función de garantizarle a la población el acceso de los alimentos y bienes prioritarios en caso que sectores empresariales decida paralizar sus actividades con fines políticos boicoteando la economía. La declaratoria de utilidad pública a todo el sector es un mecanismo de defensa por parte del Estado, que en caso de sabotaje por sectores empresariales se pueda proceder a la expropiación con la "justa indemnización", para garantizar que la producción de alimentos y bienes llegue a la población, sobre todo la más desfavorecida.
Anteproyecto de Ley de Propiedad Social: De acuerdo al Artículo 3 de este Anteproyecto de Ley, en lo que se refiere a la "coexistencia" de formas de propiedad, esta Ley estable que "La propiedad social coexiste en la sociedad venezolana con las otras formas de propiedad legalmente reconocidas, como la propiedad pública, perteneciente a los entes del Estado; la propiedad colectiva, perteneciente a grupos sociales o personas, para su aprovechamiento, uso o goce en común, pudiendo ser de origen social o privado; la propiedad mixta, conformada entre el sector público, el sector social, el sector colectivo y el sector privado, en distintas combinaciones; y la propiedad privada, perteneciente a personas naturales o jurídicas, reconocida sobre bienes de uso, consumo, goce y disposición y medios de producción legítimamente adquiridos".
Publicación de La Ley de Tierras Urbanas: La finalidad de la ley, dice su texto, es "regular el uso y la tenencia de tierras urbanas aptas para el desarrollo de programas sociales de vivienda y hábitat, a los fines de establecer las bases del desarrollo urbano y la satisfacción progresiva del derecho a la vivienda digna en las zonas urbanas".  El diputado Braulio Álvarez, miembro de la Comisión Permanente de Desarrollo Económico de la AN, sostiene que la Ley de Tierras Urbanas "fortalecerá el derecho de los venezolanos a tener vivienda y erradicará el latifundio de espacios subutilizados en las ciudades". Explica además que la ley "regulará todo lo que tiene que ver con tierras urbanas sin uso". Considera que así "se logrará disminuir el déficit habitacional en el país, el cual se ubica en un millón 800 mil viviendas".
Anteproyecto de Ley para Asentamientos Urbanos: En el objeto de esta Ley, en su artículo 1, ésta establece que "La presente Ley tiene por objeto ordenar y regularizar el proceso de la tenencia de la tierra, ocupada por la población en los asentamientos urbanos populares, y contribuir a la satisfacción progresiva del derecho a la vivienda y el hábitat, dando prioridad a la familia, especialmente a aquéllas en condición de vulnerabilidad social, y así consolidar los asentamientos urbanos populares ya existentes, de manera digna, equitativa y sostenible, mediante un proceso de cogestión integral con el Estado".

#### En el año 2010
Ley Orgánica de Participación y Poder Popular: De acuerdo al Artículo 1 de esta Ley "La presente Ley tiene por objeto desarrollar y consolidar el Poder Popular, generando condiciones objetivas, través de los diversos medios de participación y organización establecidos en la Constitución de la República Bolivariana de Venezuela, en la Ley, y los que surjan de la iniciativa popular, para que los ciudadanos y las ciudadanas ejerzan el pleno derecho de la soberanía, la democracia participativa, protagónica y corresponsable, y la constitución de formas de autogobierno comunitarias y comunales, para el ejercicio directo del poder".

## Justificaciones de expropiación por parte del Gobierno

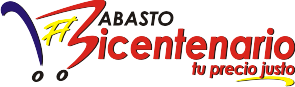
Logotipo de Abasto Bicentenario, antigua cadena de supermercados Éxito, expropiada en 2010 por el Gobierno venezolano.

En el año 2005, el Gobierno de Venezuela, comienza una serie de expropiaciones de empresas ya que se trata de activos esenciales para el desarrollo endógeno de las regiones. Las empresas expropiadas en estos primeros años eran empresas medianas con actividades que no necesariamente eran estratégicas para el Estado. Años más tarde se inicia una nueva etapa de nacionalización de sectores de la economía que el Estado consideraba como estratégicos, concretamente los sectores de telecomunicaciones, electricidad, cemento, acero, energía y servicios asociados a la industria petrolera. Paralelamente a esta nueva política de nacionalizaciones continúan las expropiaciones con la "justa indemnización" a empresas y por diversos motivos. Ejemplo de esto es la expropiación de empresas de válvulas, papel, arroz, carne, jugo de frutas, hoteles, café, telas, sardinas, centrales azucareros, areneras, centros comerciales, y cadenas de comercialización de alimentos, entre otras, pero constituían casos específicos por diversas razones. En estos casos de expropiaciones se utilizan diversas justificaciones legales. Entre ellas que las empresas que ocupan edificios pertenecientes al Estado como el caso del Hotel Hilton, por prácticas monopólicas e incumplimientos de la legislación local (Caso Café), “violar” las leyes locales. (Caso Cargill), para desarrollar “la Corporación de Mercados Socialistas, y espacios para el fomento de la Cultura Revolucionaria” (Caso Centro Comercial Sambil),  reincidencia en prácticas especulativas (Cadena Éxito), entre otros casos.
Las expropiaciones además de algunas empresas del sector manufacturero también llegó al sector agrícola. Durante los casi 14 años de gobierno de Chávez, fallecido el 5 de marzo de 2013, fueron expropiadas más de 3,6 millones de hectáreas de tierras mediante la ley de Tierras y Desarrollo Agrario en 2001.Esta política ha sido muy criticada por productores agrícolas y empresarios, pese a que el gobierno asegura que permite combatir el latifundio.
Durante la presidencia de Nicolás Maduro, este ha ocupado temporalmente distintos locales como Daka, cadena de electrodomésticos, para vender sus productos a «precio justo», igualmente Maduro en febrero de 2014 advirtió que las empresas que no se ajusten a la Ley de Precios podrían ser expropiadas.

## Ejemplos específicos de expropiaciones
El Estado se ha reservado la explotación petrolera, el artículo 5 de la Ley Orgánica que reserva al Estado la Industria y el Comercio de Hidrocarburos permitió que Exxon explotará las reservas venezolanas. En 2006 el gobierno venezolano decidió que este tipo de relaciones deberían ser terminadas y migradas a un esquema donde la estatal petrolera venezolana fuese poseedora de la mayoría accionaria. Entonces, se promulgó el Decreto Ley de Migración a Empresas Mixtas de los Convenios de Asociación de la Faja Petrolífera del Orinoco en 2007, en el que se planteaba que en ausencia de un acuerdo el Estado asumiría el control de la actividad. Exxon interpuso una demanda y en octubre de 2014 el CIADI falló a favor del Exxon obligando a Venezuela pagar 1600 millones de dólares, a su turno Venezuela pidió la revisión del fallo pero finalmente en junio de 2015 el tribunal desestimo el pedido de revisión venezolano.

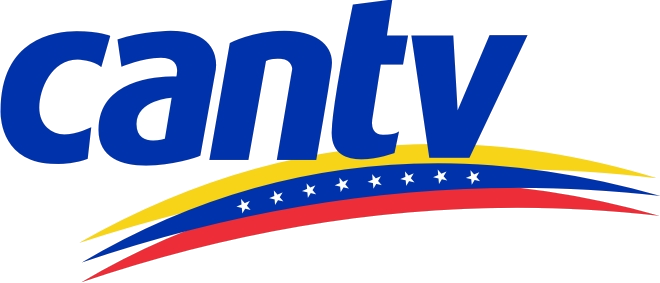
Logo de CANTV, empresa de telecomunicaciones renacionalizada en 2007 por el Gobierno de Hugo Chávez.

En enero de 2007, el presidente Hugo Chávez anunció la intención de su gobierno de nacionalizar compañías de electricidad y telefonía, y tomar el control de varios proyectos petroleros que tenían inversiones extranjeras importantes. Entre los ejemplos notorios están los de CANTV, la compañía de telecomunicaciones más grande de Venezuela, y La Electricidad de Caracas, la compañía de electricidad más grande que cotizaba en bolsa. En ese momento la compañía Verizon Communications era parte dueña de CANTV y AES Corporation controlaba La Electricidad de Caracas. Ambas vendieron sus acciones de las compañías a Venezuela poco tiempo después del anuncio de Chávez, en desventaja. Ambas empresas salieron beneficiadas con dicha expropiación ya que el avalúo por la empresa estuvo muy por encima de su precio real, la actitud beneplacita en la que sus dueños vendieron dichas empresas muestra claramente estar complacidos por la venta realizada.
Otro sector en el que el Gobierno ha alcanzado una importante participación es el del procesamiento y comercialización de azúcar. Sin embargo, el resultado inmediato de estas expropiaciones en el sector no ha sido el incremento de la producción como se anunció inicialmente, sino por el contrario el aumento de las importaciones. Según Fedeagro la producción nacional de azúcar ha disminuido 30 % respecto a la producción en el 2006.[cita requerida]
Otro caso emblemático es el de la expropiación de la planta de arroz propiedad de Cargill. Entre los considerandos del decreto de expropiación se encuentra: “Que en la ciudad de Acarigua, Municipio Esteller del estado Portuguesa, se encuentra una planta procesadora de arroz, destinada exclusivamente a la producción de arroz precocido por evaporación (parbolizado), modalidad que no se encuentra dentro de los rubros alimenticios cuyos precios han sido regulados por el Ejecutivo Nacional, por lo cual importantes cantidades de arroz se destinan a la producción de la mencionada modalidad, en detrimento del mantenimiento de los inventarios de abastecimiento de arroz blanco de mesa.” Esta medida es aplicada inmediatamente y la fábrica pasa a estar ocupada por el Estado desde el 31 de marzo de 2009. Un año después de la medida la planta continúa su producción de arroz parbolizado.
En 2008, Industrias Diana fue expropiada por el Gobierno. Diana ha logrado desde entonces producir no sólo aceite, sino también margarina, manteca, jabón, suavizantes y mayonesa a través del control obrero. En junio de 2013, la empresa había logrado abastecer al mercado nacional en un 30 %, según representantes del consejo de trabajadores de esta empresa. Sin embargo, según informes del ministerio de Alimentación la empresa tuvo presuntas «irregularidades administrativas», por lo cual el ministro de Alimentación Félix Osorio designó a David Mendoza como gerente de la empresa, el cual fue rechazado por los trabajadores por considerarlo una imposición e ir contra el control obrero. Igualmente los trabajadores negaron estas irregularidades. Félix Osorio manifestaría que «el patrimonio del Estado no puede ser manejado por trabajadores». Esta medida fue criticada por el economista Víctor Álvarez como un «burocratismo» que «secuestra la propiedad estatal» y también fue criticada por el diputado suplente del Partido Comunista de Venezuela, Pedro Eusse, quien dijo que «en Venezuela no hay socialismo todavía» y afirmó que hay factores dentro del oficialismo que están en contra del poder popular y el socialismo y que la «Asamblea Nacional está en mora con la clase obrera venezolana» por no aprobar todavía la Ley Especial de los Consejos Socialistas de Trabajadores y Trabajadoras desde 2007. Posteriormente el ministro para el Despacho de la Presidencia, Wilmer Barrientos, informó que Dester Bryan Rodríguez es designado por el presidente Nicolás Maduro para la gerencia de empresa. Este gerente fue aceptado por los trabajadores de la empresa. Dester Rodríguez fue denunciado por la diputada de Primero Justicia Dinorah Figuera por presunta corrupción durante su gestión en Palmaven, filial de Petróleos de Venezuela.
El 10 de octubre de 2010 mediante Decreto N° 7.713 se ordena la adquisición forzosa de Fertilizantes Nitrogenados de Oriente, SA; Fertilizantes Nitrogenados de Oriente, CEC; Fertilizantes Nitrogenados de Venezuela, SRL, y Fertilizantes Nitrogenados de Venezuela, CEC (Fertinitro) con el propósito de lograr la cabal y efectiva realización de los planes nacionales de siembra y producción formulados por el Ejecutivo Nacional y que sean necesarios para la ejecución de la obra «Plan Socialista de Soberanía Agroalimentaria». En 2011 la sociedad mercantil Gambrinus Corporation interpuso un reclamo ante el CIADI por 150 millones de dólares por indemnización que en 2015 fue negada por falta de jurisdicción.

## Empresas públicas
- Corporación Socialista del Cemento S.A
  - Venezolana de Cementos (S.A.C.A)[63]
  - Industria Venezolana de Cemento (INVECEM)[64]
  - Fábrica Nacional de Cementos (FNC)[65]
  - Cemento Andino[66]
- Consorcio Venezolano de Industrias Aeronáuticas y Servicios Aéreos (Conviasa)
- Empresa Mixta Socialista de Vehículos Venezolanos S.A. (EMSOVEN)
- Venirauto[67]
- Industria Venezolana Endógena del Papel (INVEPAL), declarada de interés público el 13 de enero de 2005[68]
- Industria Venezolana Endógena de Válvulas (INVEVAL)[69]
- Compañía Anónima Centro de Producción de Rines de Aluminio C.A (RIALCA), declarada de interés público el 24 de abril de 2008
- Venezolana de Industria Tecnológica C.A (VIT)[70]
- Venezolana de Telecomunicaciones C.A (VETELCA)[71]
- Compañía Anónima Nacional Teléfonos de Venezuela CANTV nacionalizada el 9 de enero del 2007[72]
- Movilnet S.A.
- Industria Electrónica Orinoquia S.A
- Corporación Venezolana del Café
  - Fama de América S.A
  - Café Madrid
  - Café Venezuela
  - CVA Café
- Bolivariana de Puertos (BOLIPUERTOS), S.A[73]
- Venezolana de Turismo (Venetur)[74]
- Corporación Venezolana de Alimentos (CVAL)[75]
  - Lácteos del Alba
  - Arroz del Alba
  - Porcinos del Alba
  - Avícola del Alba
  - Leguminosas del Alba
  - Pescalba
  - Madera del Alba
  - Agropatria
- Impresos Venezolanos, antigua Global Print expropiada en 2012 y en manos de los trabajadores. Se dedica a la fabricación de empaques, folletos, etiquetas y artículos de papelería.
- Industria Nacional de Artículos Ferreteros, ubicada en la zona industrial Las Vegas en la ciudad de Cagua, Estado Aragua.
- Consorcio Industrial Venezolano de Tecnología China C.A (Civetchi C.A), expropiada el 23 de febrero de 2017 mediante decreto presidencial N° 2.372. Creada en 2008 por el Grupo Fasiroli tenía como fin la importación de vehículos chinos. En 2012 instaló una planta de ensamblaje en Valencia, Esto Carabobo, esta vez con 51% de participación estatal. En 2015 a raíz de denuncias de los trabajadores la empresa fue intervenida y una junta interventora fue designada para investigar hechos de corrupción, desfalco y manejo doloso de divisas oficiales. En 2017 fue detenido, José Ramón Hernández, el presidente de la junta interventora por hechos de corrupción y finalmente la empresa fue expropiada días después.